# 杨西光
杨西光（1915年4月7日—1989年5月14日），男，安徽芜湖人，中国报刊活动家，曾任复旦大学党委书记，《解放日报》总编辑，中共上海市委常委，《光明日报》总编辑，第六、七届全国政协委员。